# Tipos de período composto

## Orações coordenadas
A oração principal é aquela que não tem conjunção. Se a oração subordinada vier antes, usa-se vírgula; caso venha depois, não.
Exemplo: Porque choveu/ não vou a festa.
"não vou a festa" é a oração principal portanto se usa vírgula. "porque choveu" é a oração coordenada ("porque" é conjunção coordenada explicativa).
- Porque choveu, não irei a festa

Orações coordenadas são aquelas que, no período, não exercem função sintática umas em relação às outras, isto é, são orações independentes. Uma oração coordenada, portanto, nunca será termo das outras coordenadas com as quais se relaciona. Exemplo: 
Entrei na contramão, o guarda apitou e fui multado.
Perceba que cada oração acima, do ponto de vista sintático, é uma unidade autônoma:
Entrei na contramão. O guarda apitou. Fui multado.
As orações coordenadas podem ser classificadas como sindéticas ou assindéticas, caso venham separadas por conjunções ou vírgulas, respectivamente.
- Aditivas

São as orações coordenadas que exprimem a ideia de adição, soma. A relação expressa é de soma. Ex: Lavem a roupa e varram a casa. Além da conjunção e, podem ser utilizadas outras conjunções como nem e também.
- Adversativas

São orações coordenadas que exprimem a ideia de oposição. Ex: Estudei muito, mas não passei na prova. Além da conjunção mas, podem ser utilizadas outras conjunções como porém, contudo, todavia, no entanto, entretanto, senão (= mas sim), agora (= mas), antes (= mas), e (= mas), quando (= mas), não obstante.
- Alternativas

São as orações coordenadas que exprimem ideia de alternância. Ex: Vou ao cinema ou vou dormir mais cedo? Além da conjunção ou (repetida ou não) podem ser utilizadas outras conjunções como ora, já, seja, quer, nem, talvez (repetidas)
- Conclusivas

São as orações coordenadas que exprimem a ideia de conclusão. Ex: Acabou de nascer, logo precisa da certidão. Ex: Faltaram ao treino, portanto ficarão fora das competições. Além das conjunções logo e portanto, podem ser utilizadas outras conjunções como por isso, por conseguinte, assim, enfim, por fim, consequentemente, pois.
- Explicativas

São as orações coordenadas que exprimem a ideia de explicação, justificação algo que aconteceu, confirmação. Ex: Fiquem quietos, pois estou a falar. Além da conjunção pois podem ser utilizadas outras conjunções como porque, que, porquanto.
Observação: A conjunção "pois" se aplica as coordenadas explicativas e conclusivas. Porém na conclusiva a conjunção vem após o verbo. Ex: Eles brigaram, estão, pois, muito aborrecidos. Nas coordenadas explicativas, a conjunção vem antes do verbo. Ex: Não fui ao trabalho pois viajei ontem.

## Orações intercaladas
São orações independentes que não seguem uma sequência no período. Ex: Droga, pensei naquele instante.

## Orações subordinadas
As orações subordinadas são orações que, ao contrário das orações coordenadas e intercaladas, exercem alguma função sintática em relação à outra.

### Orações subordinadas substantivas
Exercem as funções de substantivo, ou seja: sujeito, objeto direto, objeto indireto, predicativo, complemento nominal, aposto e agente da passiva. É sempre iniciada por conjunção integrante, pronome interrogativo ou advérbio interrogativo. Assim temos sete tipos:
- Subjetivas

São as orações subordinadas substantivas que exercem a função de sujeito do verbo da oração principal.
Neste caso, o verbo da oração principal ficará sempre na 3ª pessoa do singular. Os principais casos de oração principal são:
1º caso - verbo de ligação + predicativo + QUE
2º caso - verbo na voz passiva sintética ou analítica + QUE / SE
3º caso - verbo unipessoal + QUE
- Objetivas Diretas

São as orações subordinadas substantivas que exercem a função de objeto direto do verbo da oração principal.
Esquema prático: Verbo transitivo direto + QUE / SE
- Objetivas Indiretas

São as orações subordinadas substantivas que exercem a função de objeto indireto do verbo da oração principal.
Esquema prático: Verbo transitivo indireto + preposição + QUE
- Predicativas

São as orações subordinadas substantivas que exercem a função de predicativo do sujeito do verbo da oração principal.
Esquema prático: Verbo de ligação + QUE / SE
- Completivas Nominais

São as orações subordinadas substantivas que exercem a função de complemento nominal de um substantivo, adjetivo ou advérbio da oração principal. Nesse caso, não é a conjunção que inicia a oração subordinada, mas sim a preposição.
Esquema prático: Substantivo, adjetivo ou advérbio + preposição + QUE / SE
- Apositivas

São as orações subordinadas substantivas que exercem a função de aposto do verbo da oração principal. Frequentemente é precedida por dois-pontos e eventualmente, pode vir entre vírgulas ou travessões.
Esquema prático: Dois-pontos ou vírgula + QUE / SE
- Agente da Passiva

São as orações subordinadas substantivas que exercem a função de agente da passiva do verbo da oração principal.
Esquema prático: Preposição POR ou DE + pronome indefinido

### Orações subordinadas adjetivas
Exercem a função sintática de um adjetivo, ou seja, a de um adjunto adnominal. São iniciadas por pronomes relativos: que, o qual (e flexões), quem, onde, cujo (e flexões), quanto (e flexões), como e quando. Assim temos dois tipos:
- Orações Subordinadas adjetivas restritivas

São as orações subordinadas adjetivas que delimitam, restringem ou particularizam a significação do nome ao qual elas se referem.
Ex.: Os motoristas que receberam aumento voltaram ao trabalho.
- Fica entendido que há motoristas que voltaram ao trabalho, e outros não voltaram, pois não receberam aumento. 
- Orações Subordinadas adjetivas explicativas

São as orações subordinadas adjetivas que generalizam ou universalizam a significação do nome ao qual elas se referem. Sempre são separadas por vírgulas, travessões ou parênteses.
Ex.: Os motoristas, que receberam aumento, voltaram ao trabalho.
- Fica entendido que todos os motoristas voltaram ao trabalho, e todos sem exceção receberam aumento. 

### Orações subordinadas adverbiais
Exercem as funções sintáticas possíveis de um advérbio, ou seja, a de um adjunto adverbial, expressando uma circunstância. São iniciadas por qualquer tipo de conjunção subordinativa, exceto a integrante. Assim temos nove tipos:
- Orações subordinadas adverbiais causais

São as orações subordinadas adverbiais que expressam uma circunstância de causa:
Já que não acessei ao wikipédia, deixei de saber muitas coisas.
Conjunções causais: porque, porquanto, como, uma vez que, já que, visto que, na medida em que…
- Orações subordinadas adverbiais consecutivas

São as orações subordinadas adverbiais que expressam uma circunstância de consequência:
Ele fez tanto rolo que acabou expulso. Conjunções consecutivas: tal... que, tão... que, tanto... que, tamanho... que, de forma que, de modo que, de sorte que, de maneira que...
- Orações subordinadas adverbiais comparativas

São as orações subordinadas adverbiais que expressam uma circunstância de comparação:
Ele é tão forte quanto seus pais. Conjunções comparativas: como, que, do que, assim como, mais... (do) que, menos... (do) que, tão... quanto/como, tanto... quanto/como, tal qual…
- Orações subordinadas adverbiais concessivas

São as orações subordinadas adverbiais que expressam uma circunstância de concessão. Algo que ocorreu no passado, contrariando o presente:
Ele se deu mal no vestibular, apesar de ter estudado muito. Conjunções concessivas: embora, conquanto, ainda que, mesmo que, mesmo quando, apesar de que, se bem que, posto que, por mais que, por menos que, por muito que, por pouco que, por melhor que, por pior que, nem que, malgrado, não obstante, inobstante, em que pese...
- Orações subordinadas adverbiais condicionais

São as orações subordinadas adverbiais que expressam uma circunstância de condição:
Se você for ao baile, agasalhe-se.
outro ex. Eu como salada, desde que tirem a alface. Conjunções condicionais: se, caso, desde que, contanto que, exceto se, salvo se, a menos que, a não ser que, sem que, uma vez que (seguida de verbo no subjuntivo)
- Orações subordinadas adverbiais conformativas

São as orações subordinadas adverbiais que expressam uma circunstância de conformidade, ou seja, são orações que estão de acordo com outra coisa:
Conforme o que o velho disse, choverá amanhã.
De acordo com o que o velho disse, amanhã não choverá. Conjunções conformativas: conforme, segundo, como, consoante, de acordo com
- Orações subordinadas adverbiais finais

São as orações subordinadas adverbiais que expressam uma circunstância de finalidade, um objetivo:
Eu estudo para aprender. Conjunções finais: a fim de que, para que, que, porque (= para que), com a finalidade de, com o objetivo de, com o intuito de, com a intenção de, com o fito de
- Orações subordinadas adverbiais proporcionais

São as orações subordinadas adverbiais que expressam uma circunstância de proporção, dois fatos ocorrendo ao mesmo tempo:
À medida que eu canto, ele vai dançando. Conjunções proporcionais: à proporção que, à medida que, ao passo que, quanto mais... mais, quanto menos... menos
- Orações subordinadas adverbiais temporais

São as orações subordinadas adverbiais que expressam uma circunstância de tempo:
Quando eu melhorar, brincaremos. Conjunções temporais: quando, enquanto, logo que, assim que, sempre que, antes que, depois que, até que, mal...
Ainda há dúvida na circunstância da conjunção enquanto, embora seja classificada como temporal, pode indicar uma proporção, sendo usada como proporcional: Enquanto todos dormiam, eu estudava.
Duas frases simultâneas, ao mesmo tempo, mas também indica um tempo. 

### Polissemia conjuntiva
Vários significados da mesma conjunção
QUE - coordenativa aditiva, coordenativa adversativa, coordenativa alternativa, coordenativa explicativa, subordinativa integrante, subordinativa causal, subordinativa comparativa, subordinativa consecutiva, subordinativa final, subordinativa concessiva, subordinativa condicional, subordinativa conformativa, subordinativa final, subordinativa temporal e subordinativa modal
SE - subordinativa integrante, subordinativa condicional, subordinativa causal e subordinativa concessiva
DESDE QUE - temporal, condicional e causal
COMO - causal, comparativa e conformativa

### Outros tipos de orações subordinadas adverbiais
Modal: expressa o modo relacionado à oração principal. 
Exemplo: O funcionário saiu sem ser visto.
Locativa: expressa ideia de lugar, é introduzida e iniciada pela palavra 'onde', com função de advérbio.
Exemplo: Eu estou onde você me deixou.

### Orações subordinadas reduzidas
São aquelas que se ligam à oração principal sem o intermédio de uma conjunção ou pronome relativo e apresentam o verbo numa das três formas nominais do verbo:
- Infinitivo: -ar, -er(-or), -ir
- Gerúndio: -ando, -endo, -indo, -ondo
- Particípio: -ado, -edo, -ido ou -ito

### Outros tipos de período composto
Orações justapostas - Não possuem conectivos e não estão em nenhuma das 3 formas nominais, e o verbo está conjugado. Não são desenvolvidas nem reduzidas.
Orações intercaladas, interferentes ou de narrador - São sintaticamente independentes e são colocadas entre outras para esclarecimento, advertência, observação ou ressalva, ou para apontar quem fala.

Período misto - Formado simultaneamente por orações coordenadas e subordinadas.